# Wellington (Wisconsin)
Wellington es un pueblo ubicado en el condado de Monroe en el estado estadounidense de Wisconsin. En el Censo de 2010 tenía una población de 621 habitantes y una densidad poblacional de 6,76 personas por km².

## Geografía
Wellington se encuentra ubicado en las coordenadas 43°46′8″N 90°29′32″O / 43.76889, -90.49222. Según la Oficina del Censo de los Estados Unidos, Wellington tiene una superficie total de 91.82 km², de la cual 91.82 km² corresponden a tierra firme y (0%) 0 km² es agua.

## Demografía
Según el censo de 2010, había 621 personas residiendo en Wellington. La densidad de población era de 6,76 hab./km². De los 621 habitantes, Wellington estaba compuesto por el 97.75% blancos, el 0.32% eran afroamericanos, el 0.81% eran amerindios, el 0% eran asiáticos, el 0% eran isleños del Pacífico, el 0.81% eran de otras razas y el 0.32% pertenecían a dos o más razas. Del total de la población el 1.77% eran hispanos o latinos de cualquier raza.